# Natallja Missjulja
Natallja Missjulja (belarussisch Наталля Місюля, englisch Natallia Misyulya, geb. belarussisch Дмітрачэнка Dmitratschenka, englisch Dmitrachenka; * 16. April 1966 in Pestuniza, Rajon Wizebsk) ist eine ehemalige belarussische Geherin.
1987 siegte sie, für die Sowjetunion startend, bei den Halleneuropameisterschaften in Liévin im 3000-Meter-Gehen.
Bei den Weltmeisterschaften 1993 in Stuttgart kam sie im 10-km-Gehen auf den 17. Platz. Über dieselbe Distanz wurde sie bei den Europameisterschaften 1994 in Helsinki Sechste. Einem 18. Platz bei den Weltmeisterschaften 1995 in Göteborg folgte Rang 17 bei den Olympischen Spielen 1996 in Atlanta. 1998 wurde sie auf der letztmals bei großen Meisterschaften ausgetragenen 10-km-Distanz Zehnte bei den Europameisterschaften in Budapest.
1999 kam sie im 20-km-Gehen bei den Weltmeisterschaften in Sevilla auf den 14. Platz, und 2000 wurde sie Neunte bei den Olympischen Spielen in Sydney. Bei den Weltmeisterschaften 2005 in Helsinki erreichte sie nicht das Ziel.
Ihr Ehemann Jauhen Missjulja war ebenfalls als Geher erfolgreich.

## Persönliche Bestzeiten
- 10 km Gehen: 42:13 min, 8. Mai 1999, Eisenhüttenstadt
- 20 km Gehen: 1:28:24 h, 13. Mai 2000, Salihorsk